# Charles Leclerc
Charles Leclerc, född 16 oktober 1997 i Monte Carlo, är en monegaskisk racerförare som för närvarande kör Formel 1 för Ferrari.
Leclerc vann GP3 Series 2016 och FIA Formula 2 Championship 2017. Han ingick tidigare i Ferrari Driver Academy och var 2018 utlånad till Sauber. Från och med säsongen 2019 kör Leclerc för Scuderia Ferrari. Han tog F1-karriärens första Pole position i kvalet till Bahrains Grand Prix 2019 och sin första seger i Belgiens Grand Prix 2019.
Leclerc var gudson till den avlidne racerföraren Jules Bianchi.

## Formel 1-karriär
| Säsong            | Stall/Tillverkare | Placering         | Lopp | Poäng | Etta | Tvåa | Trea | Pole | Varv |
| ----------------- | ----------------- | ----------------- | ---- | ----- | ---- | ---- | ---- | ---- | ---- |
| 2018              | Sauber            | 13                | 21   | 39    | 0    | 0    | 0    | 0    | 0    |
| 2019              | Ferrari           | 4                 | 21   | 264   | 2    | 2    | 6    | 7    | 4    |
| 2020              | Ferrari           | 8                 | 17   | 98    | 0    | 1    | 1    | 0    | 0    |
| 2021              | Ferrari           | 7                 | 22   | 159   | 0    | 1    | 0    | 2    | 0    |
| 2022              | Ferrari           | 2                 | 22   | 308   | 3    | 5    | 3    | 9    | 3    |
| 2023              | Ferrari           | 5                 | 22   | 206   | 0    | 3    | 3    | 5    | 0    |
| 2024              | Ferrari           | 3                 | 24   | 356   | 3    | 3    | 7    | 3    | 3    |
| 2025              | Ferrari           | 5                 | 14   | 139   | 0    | 1    | 4    | 1    | 0    |
| Sammanlagt (2025) | Sammanlagt (2025) | Sammanlagt (2025) | 163  | 1569  | 8    | 16   | 24   | 44   | 10   |

| 1. Belgien 2019 2. Italien 2019 3. Bahrain 2022 4. Australien 2022 5. Österrike 2022 6. Monaco 2024 7. Italien 2024 8. USA 2024 |

| 1. Österrike 2019 2. Singapore 2019 3. Österrike 2020 4. Storbritannien 2021 5. Saudiarabien 2022 6. Miamis 2022 7. Italien 2022 8. Singapore 2022 9. Abu Dhabi 2022 10. Österrike 2023 11. Las Vegas 2023 12. Abu Dhabi 2023 13. Australien 2024 14. Azerbajdzjan 2024 15. Qatar 2024 16. Monaco 2025 |

| 1. Bahrain 2019 2. Kanada 2019 3. Frankrike 2019 4. Storbritannien 2019 5. Ryssland 2019 6. Abu Dhabi 2019 7. Storbritannien 2020 8. Nederländerna 2022 9. Japan 2022 10. USA 2022 11. Azerbajdzjan 2023 12. Belgien 2023 13. Mexiko 2023 14. Saudiarabien 2024 15. Miamis 2024 16. Emilia-Romagnas 2024 17. Belgien 2024 18. Nederländerna 2024 19. Mexiko 2024 20. Abu Dhabi 2024 21. Saudiarabien 2025 22. Spanien 2025 23. Österrike 2025 24. Belgien 2025 |

| 1. Bahrain 2019 2. Österrike 2019 3. Belgien 2019 4. Italien 2019 5. Singapore 2019 6. Ryssland 2019 7. Mexiko 2019 8. Monaco 2021 9. Azerbajdzjan 2021 10. Bahrain 2022 11. Australien 2022 12. Miamis 2022 13. Spanien 2022 14. Monaco 2022 15. Azerbajdzjan 2022 16. Frankrike 2022 17. Italien 2022 18. Singapore 2022 19. Azerbajdzjan 2023 20. Belgien 2023 21. USA 2023 22. Mexiko 2023 23. Las Vegas 2023 24. Monaco 2024 25. Belgien 2024 26. Azerbajdzjan 2024 27. Ungern 2025 |

| 1. Bahrain 2019 2. Azerbajdzjan 2019 3. Mexiko 2019 4. USA 2019 5. Bahrain 2022 6. Saudiarabien 2022 7. Australien 2022 8. Saudiarabien 2024 9. Australien 2024 10. Mexiko 2024 |

| 1. USA 2023 2. Kina 2025 |